# B2evolution
b2evolution — многоязычная и многопользовательская система ведения блогов, написанная на PHP и работающая с базой данных MySQL. Она распространяется по лицензии GNU General Public License и бесплатна в использовании. b2evolution является наследником популярного в своё время b2/cafelog и разрабатывается François Planque с 2003 года как продолжение версии 0.6.1. Другим популярным наследником b2/cafelog является WordPress.
Основными преимуществами разработки b2evolution являются простота и удобство установки и обновления, а также большое количество различных функций. Установить b2evolution можно легко практически на любой LAMP-сервер за считанные минуты. Простота установки во многом обусловлена тем, что пользователю не требуется редактировать конфигурационные файлы; эта задача выполняется программой установки или панелью управления администратора.
Одной из отличительных особенностей системы b2evolution является возможность управлять несколькими блогами одновременно с одной панели управления.
Текущая версия включает в себя такие функции, как общественный спам-фильтр, благодаря которому информация обо всех заблокированных веб-сайтах и IP-адресах всех блогов, работающих на b2evolution, отправляется в один централизованный чёрный список; легко редактируемые шаблоны и темы (настраиваемый интерфейс), которые могут быть назначены каждому из блогов; локализация на десятки языков; и широко описанный API для разработчиков плагинов, упрощающий расширение функций блога.
На официальном сайте можно найти десятки плагинов для b2evolution. Наиболее популярными из них являются текстовые манипуляторы (textile, automatic-P, gray matter, BB code, Texturize, LaTeX) и графические смайлики. Также существуют плагины, которые обеспечивают полную интеграцию с такими инструментами, как Gallery 2, YouTube и Digg.
В новой версии b2evolution 2.x была добавлена поддержка виджетов, что расширило возможности настройки блога.